# Tavastehus län
Tavastehus län (fi. Hämeen lääni) var under perioden 1831 till 1997 ett finskt län. Länet omfattade de södra delarna av Tavastland (utom dess östligaste del), samt en del av östra Satakunda. Residensstad var Tavastehus. De största städerna var Tammerfors och Lahtis.
Länet omfattade landskapen Egentliga Tavastland, Päijänne-Tavastland och Birkaland.  I samband med länsreformen 1997 blev det en del av Södra Finlands län (Egentliga Tavastland och Päijänne-Tavastland) och Västra Finlands län (Birkaland) den 1 september 1997.

## Gränsändringar
1 januari 1990 överfördes Somero kommun till Åbo och Björneborgs län. 1 januari 1993 tillfördes städerna Ikalis och Parkano samt kommunerna Kihniö, Mouhijärvi, Tavastkyro och Viljakkala från Åbo och Björneborgs län.
|  |  |  |  |  |

## Kommuner 1997
| - Asikkala - Birkala - Filpula - Forssa - Hattula - Hauho - Hausjärvi - Hollola - Humppila - Hämeenkoski - Ikalis - Janakkala - Jockis - Juupajoki - Kalvola | - Kangasala - Kihniö - Kuhmalax - Kuorevesi - Kuru - Kylmäkoski - Kärkölä - Lahtis - Lampis - Lembois - Loppis - Luopiois - Längelmäki - Mouhijärvi - Mänttä | - Nastola - Nokia - Orivesi - Padasjoki - Parkano - Pälkäne - Rengo - Riihimäki - Ruovesi - Sahalax - Tammela - Tammerfors - Tavastehus - Tavastkyro - Toijala | - Tulois - Urdiala - Valkeakoski - Vesilax - Viiala - Viljakkala - Virdois - Ylöjärvi - Ypäjä |

### Tidigare kommuner
- Ackas
- Aitolahti
- Eräjärvi
- Koijärvi
- Messuby
- Pohjaslahti
- Somerniemi
- Sääksmäki
- Tavastehus landskommun
- Teisko
- Tottijärvi
- Tyrväntö
- Vånå

## Landshövdingar
- Carl Klick 1831
- Johan Fredrik Stichaeus 1831–1841
- Otto Carl Rehbinder 1841–1863
- Samuel Werner von Troil 1863–1865
- Clas Herman Molander 1865–1869
- Hjalmar Nordenstreng 1872–1875 tf. 1870–1872
- Edvard Reinhold von Ammondt 1875–1887
- Torsten Costiander 1887–1895
- Edvard Boehm 1895–1899
- Gustaf Adolf von Kothen 1900–1901
- Isidor Svertschkoff 1901–1904
- Alexander Papkoff 1904–1906
- Ivar Sune Gordie 1906–1910
- Arthur Brofeldt 1910–1911 tf.
- Rafael Spåre 1911–1917
- Kustaa Adolf Saarinen 1917–1918 tf.
- Antti Tulenheimo 1918–1919
- Albert von Hellens 1919–1930
- Karl Mattson 1930–1959
- Jorma Tuominen 1959–1972
- Valdemar Sandelin 1973–1979
- Risto Tainio 1979–1994
- Kaarina Suonio 1994–1997